# Lubowo (Stargard)
Lubowo (deutsch Lübow) ist ein Dorf der Gemeinde Stargard (Stargard in Pommern) in der polnischen Woiwodschaft Westpommern.

## Geographische Lage
Lubowo liegt in Hinterpommern am Fluss Ihna, etwa sechs Kilometer nördlich der Kleinstadt Stargard und 29 Kilometer östlich der Stadt Stettin (Szczecin).

## Geschichte

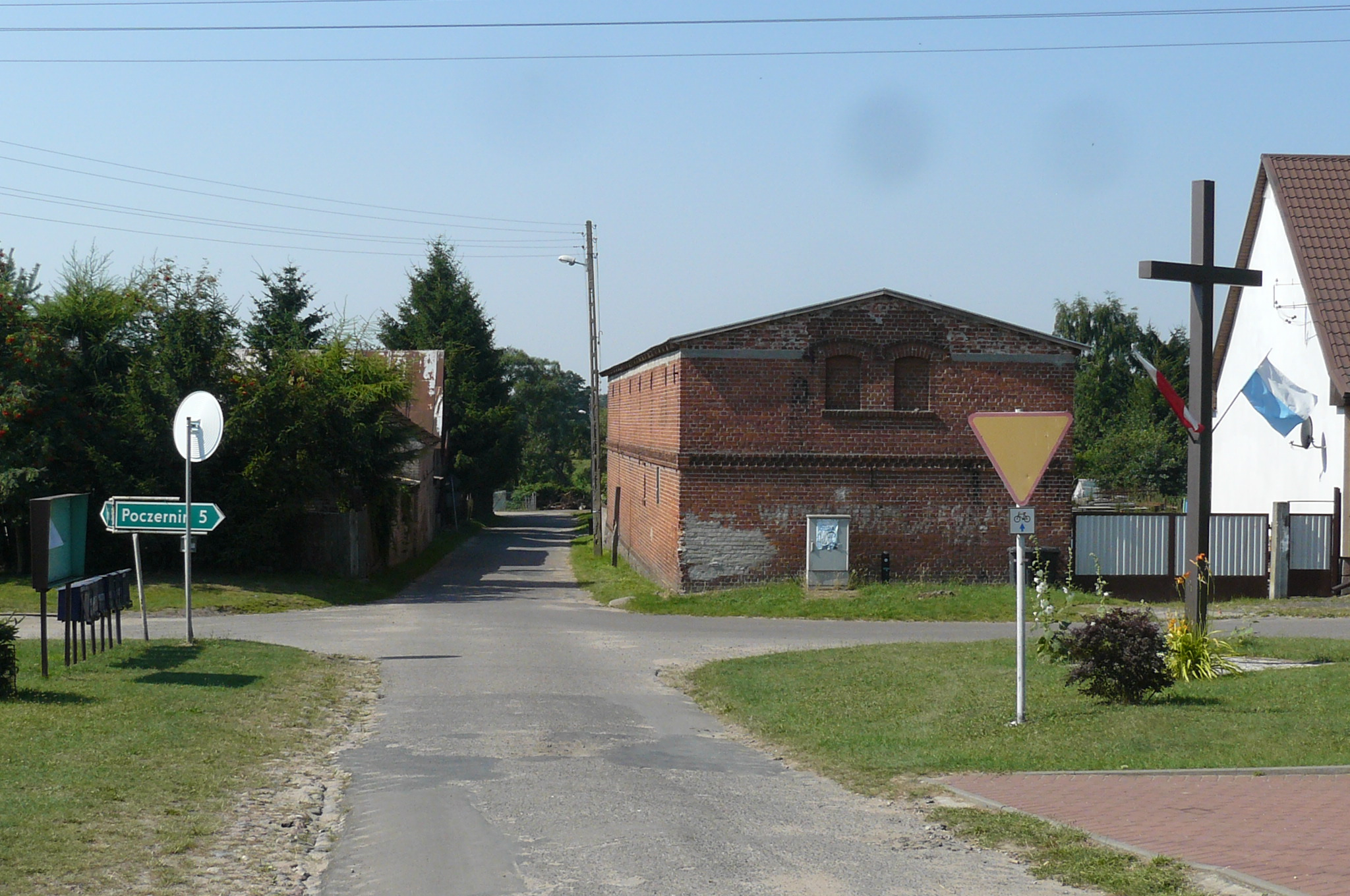
Straßenkreuzung in Lubow

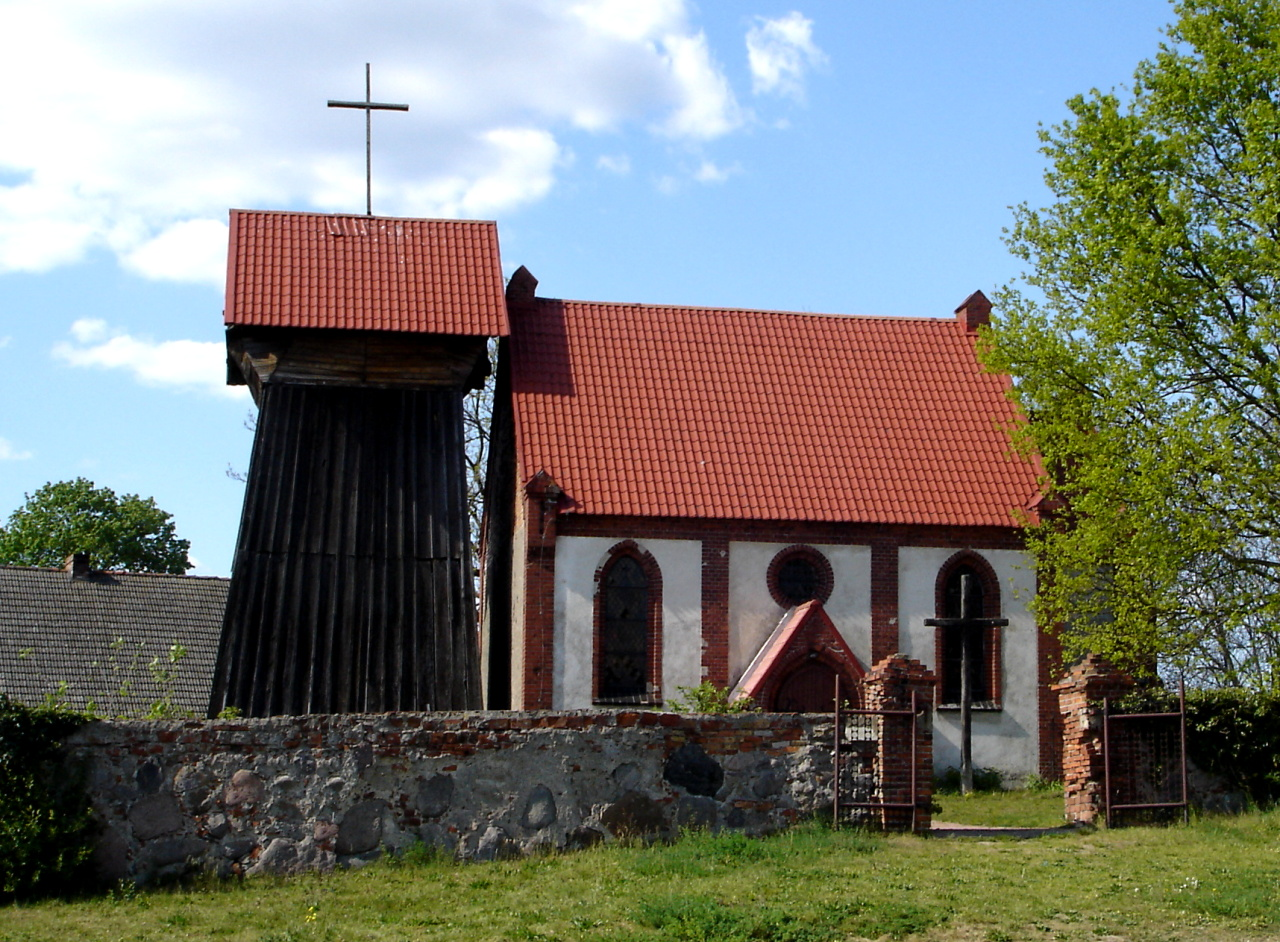
Dorfkirche

Das Kirchdorf war eine Eigentumsortschaft der Stadt Stargard.  Um das Jahr 1780 gab es in Lübow ein Lehnschulzengut, fünf Vollbauern, sieben Halbbauern, einen Schulmeister und unter Mitberücksichtigung der Speicher und Hirtenhäuser insgesamt 21 Feuerstellen.  Im Jahr 1864 hatte Lübow 170 Einwohner, 80 Gebäude, darunter 29 Wohnhäuser; die Beyersdorfsche Mühle hatte 21 Einwohner, drei Gebäude und ein Wohnhaus.
Um 1925 hatte die Gemarkung der Gemeinde Lübow eine Flächengröße von 4 km², und auf dem Gemeindegebiet standen 34 Wohnhäuser. Im Gemeindegebiet bestand auch der Wohnplatz Ausbau Lohmühle. Im Jahr 1925 wurden in Lübow 189 Einwohner gezählt, die auf 42 Haushaltungen verteilt waren.
Bis 1945 gehörte Lübow zum Landkreis Saatzig der Provinz Pommern.
Gegen Ende des Zweiten Weltkriegs wurde Klempin Anfang März 1945 von der Sowjetarmee besetzt. Nach Kriegsende wurde die Lübow als Lubowo Teil Polens.

## Religion
Die bis 1945 in Lübow anwesende Bevölkerung gehörte der evangelischen Konfession an. Im Jahr 1925 waren sämtliche Einwohner von Lübow Protestanten.